# Новосади (гміна Заблудів)
Новосади (пол. Nowosady) — село в Польщі, у гміні Заблудів Білостоцького повіту Підляського воєводства.
Населення — 102 особи (2011).
У 1975-1998 роках село належало до Білостоцького воєводства.

## Демографія
Демографічна структура станом на 31 березня 2011 року:
|          | Загалом | Допрацездатний вік | Працездатний вік | Постпрацездатний вік |
| -------- | ------- | ------------------ | ---------------- | -------------------- |
| Чоловіки | 45      | 12                 | 25               | 8                    |
| Жінки    | 57      | 13                 | 31               | 13                   |
| Разом    | 102     | 25                 | 56               | 21                   |